# Польське демократичне товариство

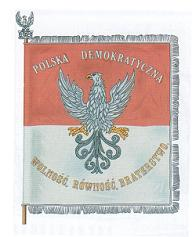
Прапор товариства

Польське демократичне товариство — найчисленніша польська революційна організація періоду великої еміграції (в той час у Західній Європі, переважно у Франції, перебувало близько 10 тис. польських вигнанців). Утворена 17 березня 1832 року. Розбіжності у визначенні подальших форм і методів боротьби за незалежність Польщі після поразки польського повстання 1830—1831 призвели до ідейного розмежування еміграції. Усі члени Товариства вважали винуватцем невдачі шляхту, але не мали згоди щодо шляхів задоволення соціальних вимог селянства — основної сили визвольного руху. Виступаючи 29 листопада 1832 (у 2-гу річницю листопадового повстання) на велелюдному зібранні в Парижі, один із засновників товариства — Т. Кремповецький закликав діяти так, як діяли провідники українських селянсько-козацьких мас — С. Наливайко і П. Бут (Павлюк), Б. Хмельницький та І. Гонта. Цей виступ викликав, за С. Кєнєвичем, «шалене обурення шляхетського середовища еміграції», внаслідок чого Т. Кремповецького, А. Гуровського, А. Пуласького та кількох інших діячів було виключено з Товариства. Керівництво, що залишилося, зайняло менш радикальні позиції.
У 1834—35 опрацьовано програму товариства — «Великий маніфест», а 4 грудня 1836 її було оголошено. На той час організацію очолювала «Централізація», що складалася з 5 осіб, яких обирали (фактично переобирали) кожного року шляхом листування. Серед членів «Централізації» В. Хельтман, В. Дараш і  Я. Яновський представляли  демократів, С. Ворцель — революц.-демократів, а Т. Малиновський — ліберальний напрями діяльності. Керівники сприйняли історичну концепцію Й. Лелевеля, члена спілки від 1846, який, зокрема, рішуче засуджував політику Речі Посполитої на «східних кресах», національне гноблення українців та білорусів. Однак ця концепція не знайшла широкої підтримки серед основної маси членів товариства.
Від 1840 Товариство готувало повстання на всій території поділеної Польщі, його учасники діставалися на батьківщину переважно через «вільне місто Краків», брали діяльну участь у Краківському повстанні 1846 та революціях 1848—1849 в Європі. В цей час членами товариства вважалися бл. 1 тис. осіб. У 1862 воно було розпущене. Всього за 30 років діяльності товариства його членами були до 4 тис. осіб. Від 1865 на кілька років діяльність була відновлена Л. Мерославським.